# SN 2003ko
SN 2003ko – supernowa typu Ia odkryta 21 listopada 2003 roku w galaktyce A021106-0347. W momencie odkrycia miała maksymalną jasność 21,70m.